# 春日井市立西山小学校
春日井市立西山小学校（かすがいしりつ にしやましょうがっこう）は、愛知県春日井市西山町にある公立小学校。

## 概要
- 鷹来町1丁目、鷹来町の一部(桃山歩道橋の右側)、桃山町の一部(桃山歩道橋の右側)、桃山町1-3丁目、西山町、西山町1-5丁目、春日井駐屯地、南下原町4丁目の一部(以前西山町であった地域)が校区であり、公立中学校の進学先は春日井市立鷹来中学校及び春日井市立松原中学校である[1]。
- 春日井市立鷹来小学校のマンモス校化解消のため、新設された小学校である。

## 沿革
- 1972年（昭和47年）
  - 4月1日 - 春日井市立鷹来小学校から分離し、春日井市立西山小学校として開校する。校舎未完成のため、鷹来小学校の校舎の一部を使用する。
  - 4月3日 - 鷹来小学校体育館で開校式を行う。
  - 7月30日 - 現在地に校舎が完成する。
  - 8月4日 - プールが完成する。
  - 9月1日 - 校舎での授業を開始する。春日井市立松原小学校校区の一部が西山小学校校区に移る。
- 1977年（昭和52年）11月30日 - 体育館が完成する。

## 交通アクセス
- 名鉄バス桃花園線「西山」バス停より徒歩約5分。

JR春日井駅より【27系統】「桃花園」行き。

## 周辺施設
- 春日井市立松原中学校
- 春日井市立鷹来中学校
- 春日井市立東野小学校
- 桃山保育園
- 中部管区警察学校
- 陸上自衛隊春日井駐屯地
- 春日井市民病院
- パナソニック エコシステムズ
- 東名高速道路・中央自動車道小牧JCT

## 著名な出身者
- 後藤容充 - 後藤サボテン代表取締役社長
- 神丸洋一 - 元愛媛FC所属サッカー選手
- 梅村麻衣 - 元テニス日本リーグ明治安田生命所属選手